# طاقة إنتاجية
الطاقة الإنتاجية، يشير مفهومها إلى عدد الوحدات التي يستطيع المشروع الإنتاجي القيام بصناعتها، خلال الوحدة الزمنية المعتمدة, ولكي يكون التحديد واضحاً للطاقة الإنتاجية، فلابد من القيام بتحديد أمرين هما:
1. الوحدة الزمنية التي يتم اعتمادها في قياس الطاقة الإنتاجية، كالأساس السنوي، أو الفصلي أو الشهري.
2. عدد وحدات العمل التي تم انتاجها في الوحدة الزمنية، إذ يتحدد بموجبها مقدار الطاقة الإنتاجية المتحققة.

كما يقصد بالطاقة الإنتاجية، توفير الموارد الإنتاجية: من مواد، وآلات انتاجية، ومن القوى العاملة اللازمة، للقيام بالعمليات الإنتاجية.

## المفاهيم الأساسية للطاقات الإنتاجية المعتمدة في المنظمات الصناعية[2]،

### أولاً: الطاقة التصميمية
تمثل عدد الوحدات التي يتم إنتاجها وفقاً للشروط والمواصفات الفنية المحددة في المكائن والمعدات والأجهزة...

### ثانياً:الطاقة المتاحة
تمثل عدد الوحدات التي يمكن أن يتم إنجازها فعلاً وفقاً لتوفر الأعداد المحددة من العاملين والمواد والمعدات آخذين بعين الاعتبار حالات التلف والتأخيرات الضرورية في الأداء الإنتاجي.

### ثالثاً: الطاقة المخططة
يمثل عدد الوحدات التي تستطيع المنظمة الصناعية تخطيطها استناداً للخطط المستقبلية لها، ويستند اعتمادها وفقاً لطبيعة الطلب المرتقب في السوق وعند اتخاذ القرارات المتعلقة بالطاقة الإنتاجية.

### رابعاً: الطاقة الفعلية (الحقيقية)
يمثل عدد الوحدات التي تم انجازها فعلاً خلال وحدة زمنية معينة.

## أهداف تخطيط الطاقة الإنتاجية
- التكاليف: تتأثر التكاليف المتعلقة بالإنتاج، في اعتماد الموازنة الحقيقة بين الطاقة الإنتاجية والطلب المتوقع في الأسواق.
- العوائد المتحققة: تتأثر العوائد المتحققة بذات الصورة التي تتأثر بها التكاليف، ولكن بصورة عكسية ، إذ أن الموازنة بين الطاقة الإنتاجية والطلب المتوقع بشكل منطلقاً أساسياً في تحقيق العوائد، حيث أن الطاقة الإنتاجية كلما كانت مساوية أو أكثر من الطلب، فإن ذلك يعني تحقيق الإشباع وعدم الهدر بالعوائد المرتقبة.
- رأس المال التشغيلي: يتأثر رأس المال التشغيلي بدرجة اهتمام المنظمة الصناعية بالاحتفاظ بالمخزون من السلع التامة، لمواجهة الطلب المرتقب على المنتجات، لذلك يتطلب الأمر لتحقيق ذلك توقع بيع تلك المنتجات، وتقليص فترات الاحتفاظ بها كخزين سلعي.
- نوعية السلع والخدمات: يعتمد ذلك على طبيعة الطاقة الإنتاجية ودرجة التذبذب بالطلب الواقع ودرجة الحاجة إلى طاقات بشرية لمواجهة تلك الحاجات سيما إذا كانت القوى العاملة المستخدمة ذات خبرة قليلة فأن ذلك يؤدي لزيادة الأخطاء وبالتالي تتأثر النوعية بذلك.
- درجة الاستجابة للمستهلكين: إن درجة استجابة المنظمة الصناعية أو الخدمية لحاجات المستهلكين يعتمد على توفير كميات مخزنيه من السلع أو لمواجهته بواسطة الإنتاج أو عن طريق توفير قدرات فائضة من الطاقة لمواجهة مثل هذه الحالات والتخلص من حالات الانتظار.
- الاعتمادية في التجهيز: تتأثر هذه الحالات عادة بدرجة التفاوت وبين الطاقات الإنتاجية والطلب المرتقب فكلما كانت ملائمة بين هذين العاملين كلما توفرت قدرات المنشأة في تحقيق درجة الاعتمادية الكبيرة في تجهيز المستهلكين وبالعكس.
- المرونة: وخصوصاً ما يتعلق بمرونة الحجم إذ لو توفرت حالات التوازن بين الطاقة الإنتاجية والطلب المتوقع فان إدارة الإنتاج والعمليات لا تواجه أي حالة من حالات عدم الوفاء بالتزاماتها للمستهلكين غير المتوقعة وهكذا.

## مقاييس تخطيط الطاقة
إن مقاييس تخطيط الطاقة الإنتاجية والقرارات المقترنة بها تتضمن العديد من الأنشطة ذات العلاقة وهي:
- تحميل القدرات أو الطاقات للتسهيلات الحالية أو المستقبلية.
- التنبؤ طويل المدى بحاجات الطاقة المستقبلية لجميع السلع والخدمات.
- مطابقة وتحليل المصادر البديلة للطاقة لمواجهة حاجات الطاقة المستقبلية.
- الاختيار بين المصادر البديلة للطاقة.

## المصدر
1. ↑  الطاقة الإنتاجية نسخة محفوظة 2020-06-07 على موقع واي باك مشين.
2. ↑  https://w.likco.cc/detail1117277.html نسخة محفوظة 2020-06-07 على موقع واي باك مشين.

إدارة الإنتاج والعمليات أ.د.خضير كاظم حمود-د.هايل يعقوب فاخوري